# Maria Rosa Ferron
Maria Rosa Ferron (ur. 24 maja 1902 w Saint-Germain-de-Grantham w Kanadzie, zm. 11 maja 1936 w Woonsocket) – kanadyjska mistyczka i stygmatyczka. Nazywano ją Little Rose (Małą Różą).

## Życiorys
Urodziła się w ubogiej rodzinie jako dziesiąte z piętnaściorga dzieci. Stan majątkowy rodziny nie pozwolił jej nawet na ukończenie szkoły podstawowej. Od dzieciństwa charakteryzowała się wyjątkową religijnością. W wieku dwunastu lat pracowała jako służąca w domu adwokata. Opiekowała się też dziećmi. W tym czasie zaczęły u niej występować trudne do zdiagnozowania dolegliwości charakteryzujące się paraliżem rąk i nóg, który ustąpił po zanurzeniu palców w wodzie święconej. W wieku 22 lat poruszała się już tylko o kulach i najczęściej leżała w domu. Z czasem doznała bardzo bolesnych skurczów kończyn dolnych, a zacisk szczęki powodował wyłamywanie zębów. Objawy te nie ustąpiły już do końca jej życia.
W 1922 rodzina przeprowadziła się do USA, do Woonsocket. W 1927 otrzymała pierwsze stygmaty – początkowo na dłoniach, po kilku tygodniach na stopach, a w końcu w okolicy serca. Ta ostatnia rana była na tyle bolesna, że prowadziła do utrat przytomności. Z czasem pojawiły się też ślady korony cierniowej na głowie (nie krwawiły, a jedynie wydzielały osocze), częstokroć także na tyle bolesne, że nie mogła spać na poduszce. Ślady stygmatów po kilku latach zanikły, natomiast ślad korony cierniowej na głowie pozostał aż do śmierci. Dodatkowo pojawił się ślad ciężkiego przedmiotu na ramionach i u nasady szyi. Doznawała ekstaz modlitewnych, co miało miejsce w piątki. Podczas tych zdarzeń przeżywała bardzo silne bóle i mocno krwawiła ze wszystkich ran. Krwi nie ocierała, gdyż takie próby kończyły się odchodzeniem skóry. Twierdziła, że krew ta paliła ją jak kwas. Na jej twarzy pojawiały się nagle sińce, które wyglądały jak od otrzymanych ciosów.